# Улица Кунгу
Улица Ку́нгу (латыш. Kungu iela, дословно Господская улица) — улица в Риге, в историческом районе Старый город.
Расположена рядом с Ратушной площадью, следует параллельно Даугаве. Соединяет улицу Калькю и улицу 13 Января. Пересекает (в порядке очерёдности) улицу Грециниеку, Марсталю и Калею. Длина улицы — 423 метра.

## История
Южная часть улицы до 1420 года называлась улицей Бредбека (на нижненемецком языке Bredbekische strate) в честь зажиточного ратмана Г. Бредбека, которому там принадлежали земельные участки. В 1453 году эта часть улицы в обиходе рижан просто называлась переулком между Свиной улицей (современная Пелду) и улицей Марсталю (Конюшенной).
В 1411 году, после принятия магистратом ряда законов, ограничивавших продажу отдельных видов товаров на рыночной площади перед Ратушей, образовались новые торговые ряды, которые расположились на узком переулке, являвшимся продолжением улицы Кунгу (в то время — Бредбека) на север. Позже этот переулок с новыми лавками получил название Сельдяного по товару, который продавался на нём (официально сельдью было запрещено торговать на Ратушной площади в связи с запахом, который она источала). Продажа сельди на главном городском торге была запрещена долго, пока на набережной не возник новый рынок Даугавмалас (в 1571 году). По одной из версий, название переулка представляет собой контаминацию в беглой речи немцев-рижан: в нём сочетаются немецкое название сельди (Herring) и фамилия богатого домовладельца XV века Г. Геринга (Hering), которому принадлежал купеческий двор на пересечении улиц Кунгу и Марсталю. Впоследствии в ходе очередной речевой трансформации улица стала называться Herrenstrasse (рус. Господская улица; латыш. Kungu iela). По-видимому, предпосылками для такой трансформации послужило и то, что богатые немецкие торговцы и аристократы начали выкупать земельные участки на территории, где располагались рыбные лавки. Эти участки были весьма престижными, поскольку находились рядом с резиденцией городской власти — Ратушей. Первая письменная фиксация названия Herrenstrasse — 1802 год.
В 1941 году (в период Латвийской ССР) была переименована в улицу Даугавас (Даугавскую) в связи с тем, что название «Господская улица» было идеологически некорректным.
В период Великой Отечественной войны после первого артобстрела Риги 29 июня 1941 года большая часть аутентичной жилой застройки улицы погибла (Дом Камариных был разрушен весь; частично пострадал Дом Черноголовых). После войны здания были восстановлены в том числе с использованием новых стилевых элементов (классический пример такой реконструкции — Дом Черноголовых), дом Камариных — перестроен полностью.
В 1991 году улице было возвращено историческое название — Кунгу.

## Достопримечательности
- д. 1 — Офисное здание с магазинами («Дом Камариных», 2000—2001, архитектор Петерис Венковичс).
- д. 8 — дом Общества рыболовов и охотников (1956, архитекторы Петерис Фогельс, Карлис Рубис, реконструирован 1999—2000, архитектор Сандра Макстниесе, 2000, архитектор Рута Крускопа).
- д. 25 — жилой комплекс Rīdzenes rezidence (2007).
- д. 33 — бывшее городское почтовое отделение (XVIII—XIX век).
- д. 34 — Госпиталь Святого Георгия (Юра).

## В кинематографе

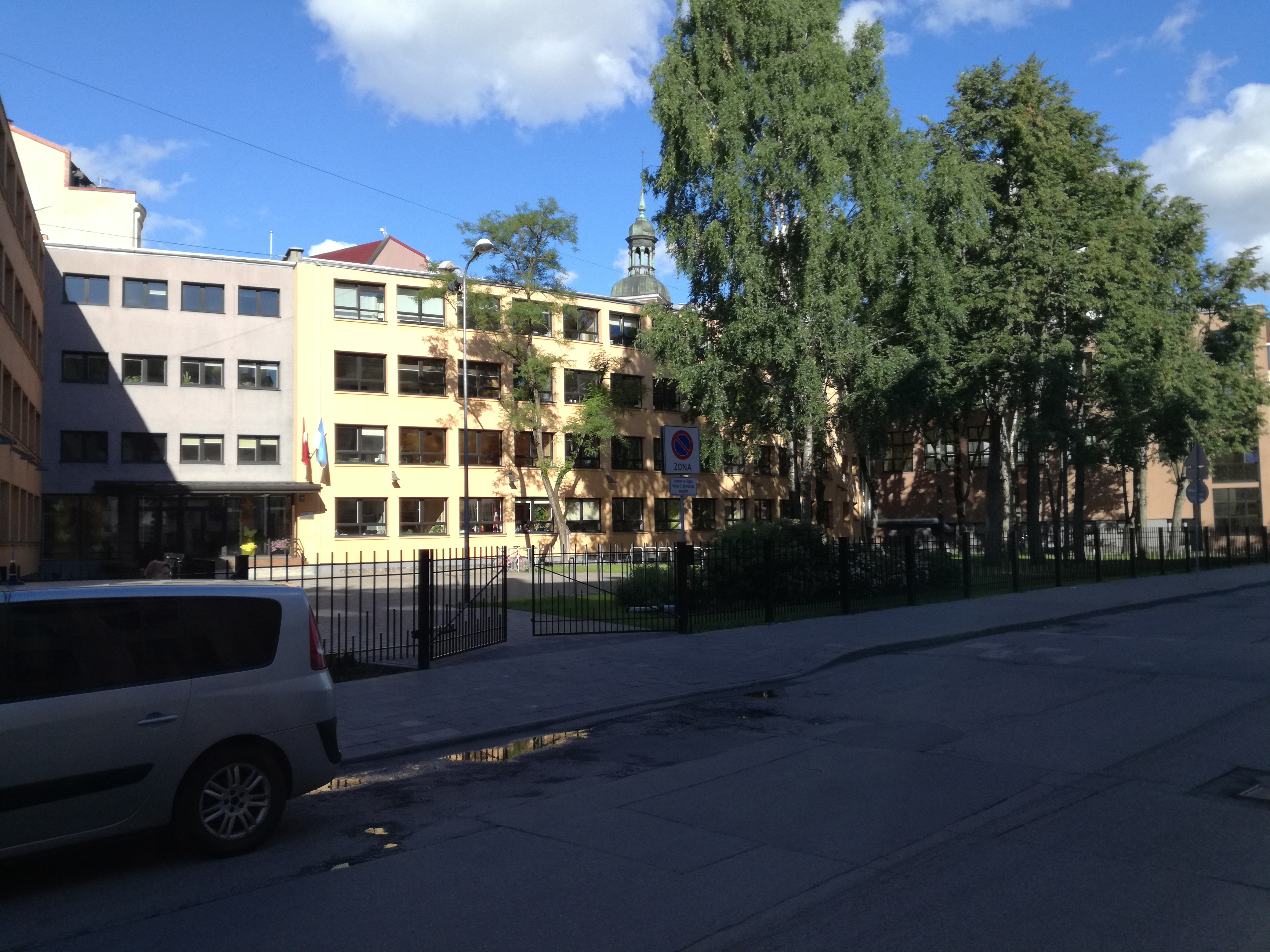
Рижская 3-я средняя школа

В располагающейся на улице Рижской 3-й средней школе (ул. Грециниеку, 10) снимали сцены школьной жизни в фильме «Часы капитана Энрико».